# Zhang Shuai
Zhang Shuai (Tianjin, 21 de Janeiro de 1989) é uma tenista profissional chinesa.
Zhang é uma das mais bem-sucedidas tenistas chinesas, tendo sido campeã de dois torneios de duplas em Grand Slam, ao lado da australiana Samantha Stosur. Seu melhor ranking no circuito de duplas da WTA é o de número 2, alcançado em julho de 2022.
Ela também alcançou sucesso nas simples, sendo uma das cinco chinesas a alcançar as quartas de final de um Grand Slam (junto de Li Na, Zheng Jie, Peng Shuai e Wang Qiang). Seu melhor ranking é a 22ª posição, conquistado após bons resultados em 2022, seu ano mais vitorioso. Zhang conquistou 3 títulos de WTA nas simples, incluindo o mais recente, o Lyon Open de 2022.

## Carreira
A chinesa surgiu para o circuito em 2009, quando tornou-se a tenista de ranking mais baixo a derrotar uma número 1 do mundo, a russa Dinara Safina no WTA de Pequim. A partida acabou com as parciais de 7-5 e 7-6 (7/5).

### 2016
Shuai Zhang fez história no Aberto da Austrália de 2016. Recordista de eliminações na primeira rodada em Grand Slams, pois nunca havia vencido uma partida sequer em torneios desse porte nas 14 tentativas anteriores, ela passou pela primeira vez à segunda fase de um dos quatro grandes torneios do circuito profissional de tênis com uma vitória improvável. Como se não bastasse quebrar a marca negativa que assombrava sua carreira, ela, então número 133 do mundo, conquistou o feito com uma vitória maiúscula, por 2 sets a 0 (parciais de 6/4 e 6/3), diante da romena Simona Halep, então vice-líder do ranking da WTA. A emoção foi tão grande que Zhang e seu treinador caíram no choro ainda em quadra. Na partida seguinte, a qualifier chinesa continou vivendo um conto de fadas no Aberto da Austrália com mais uma vitória surpreendente. Depois de eliminar Simona Halep na estreia, Zhang eliminou a francesa Alizé Cornet, então 33ª do mundo, sua segunda vitória em um Grand Slam. Outro motivo para comemorar é que ela aconteceu exatamente no dia de seu aniversário. Em seguida, Zhang chegou às oitavas ao marcar 6/1 e 6/3 na canhota americana Varvara Lepchenko. Na sequência, o conto de fadas de Shuai Zhang ganhou mais um capítulo. A chinesa, então com 27 anos, garantiu lugar nas quartas de final do Aberto da Austrália ao superar a americana número 17 do mundo Madison Keys com parciais de 3/6, 6/3 e 6/3.

## WTA finais

### Simples: 2 (2–0)
| Campeã — Legenda                    |
| ----------------------------------- |
| Grand Slam (0–0)                    |
| WTA Tour (0–0)                      |
| Premier Mandatory & Premier 5 (0–0) |
| Premier (0–0)                       |
| International (2–0)                 |

| Títulos por Piso |
| ---------------- |
| Duro (2–0)       |
| Grama (0–0)      |
| Saibro (0–0)     |
| Carpete (0–0)    |

| Posição | N. | Data                   | Campeonato                       | Piso | Oponente          | Placar        |
| ------- | -- | ---------------------- | -------------------------------- | ---- | ----------------- | ------------- |
| Campeã  | 1. | Setembro 22, 2013      | Guangzhou Open, Guangzhou, China | Duro | Vania King        | 7–6(7–1), 6–1 |
| Campeã  | 2. | 23 de Setembro de 2017 | Guangzhou Open, Guangzhou, China | Duro | Aleksandra Krunić | 6–2, 3–6, 6–2 |

### Duplas: 8 (4–4)
| Legenda (pre/pos 2009)                       |
| -------------------------------------------- |
| Grand Slam (0–0)                             |
| WTA Tour (0–0)                               |
| Tier I / Premier Mandatory & Premier 5 (0–0) |
| Tier II / Premier (0–0)                      |
| Tier III, IV & V / International (4–4)       |
| WTA 125 series (1–1)                         |

| Posição | N. | Data              | Torneio                                   | Piso   | Parceira            | Oponentes                             | Placar                      |
| ------- | -- | ----------------- | ----------------------------------------- | ------ | ------------------- | ------------------------------------- | --------------------------- |
| Campeã  | 1. | 10 Outubro 2011   | HP Open, Osaka, Japão                     | Duro   | Kimiko Date-Krumm   | Vania King Yaroslava Shvedova         | 7–5, 3–6, [11–9]            |
| Vice    | 1. | 26 Fevereiro 2012 | Monterrey Open, Monterrey, México         | Duro   | Kimiko Date-Krumm   | Sara Errani Roberta Vinci             | 2–6, 6–7(6–8)               |
| Campeã  | 2. | 5 Maio 2012       | Estoril Open, Estoril, Portugal           | Saibro | Chuang Chia-jung    | Yaroslava Shvedova Galina Voskoboeva  | 4–6, 6–1, [11–9]            |
| Campeã  | 3. | 22 Setembro 2012  | Guangzhou International, Guangzhou, China | Duro   | Tamarine Tanasugarn | Jarmila Gajdošová Monica Niculescu    | 2–6, 6–2, [10–8]            |
| Vice    | 2. | 3 Março 2013      | Malaysian Open, Kuala Lumpur, Malásia     | Duro   | Janette Husárová    | Shuko Aoyama Chang Kai-chen           | 7–6(7–4), 6–7(4–7), [12–14] |
| Vice    | 3. | 13 Outubro 2013   | HP Open, Osaka, Japão                     | Duro   | Samantha Stosur     | Kristina Mladenovic Flavia Pennetta   | 4–6, 3–6                    |
| Vice    | 4. | 11 Janeiro 2014   | Hobart International, Hobart, Austrália   | Duro   | Lisa Raymond        | Monica Niculescu Klara Zakopalova     | 2–6, 7–6(7–5), [8–10]       |
| Campeã  | 4. | 2 Fevereiro 2014  | PTT Pattaya Open, Pattaya, Tailândia      | Duro   | Peng Shuai          | Alla Kudryavtseva Anastasia Rodionova | 3–6, 7–6(7–5), [10–6]       |

## WTA 125 series finais

### Simples: 2 (1–1)
| Posição | N. | Data             | Torneio                                                 | Piso | Oponente          | Placar             |
| ------- | -- | ---------------- | ------------------------------------------------------- | ---- | ----------------- | ------------------ |
| Vice    | 1. | 27 Setembro 2013 | Ningbo International Women's Tennis Open, Ningbo, China | Duro | Bojana Jovanovski | 7–6(9–7), 4–6, 1–6 |
| Campeã  | 1. | 3 Novembro 2013  | Nanjing Ladies Open, Nanjing, China                     | Duro | Ayumi Morita      | 6–4 Retirada       |

### Duplas: 2 (1–1)
| Posição | N. | Data             | Torneio                                                 | Piso | Parceira           | Oponentes                           | Score    |
| ------- | -- | ---------------- | ------------------------------------------------------- | ---- | ------------------ | ----------------------------------- | -------- |
| Campeã  | 1. | 27 Setembro 2013 | Ningbo International Women's Tennis Open, Ningbo, China | Duro | Chan Yung-jan      | Irina Buryachok Oksana Kalashnikova | 6–2, 6–1 |
| Vice    | 1. | 3 Novembro 2013  | Nanjing Ladies Open, Nanjing, China                     | Duro | Yaroslava Shvedova | Misaki Doi Xu Yifan                 | 1–6, 4–6 |